# Deutscher Musikinstrumentenpreis
Der Deutsche Musikinstrumentenpreis wird jährlich während der Musikmesse in Frankfurt am Main verliehen.
Die Auszeichnung wurde 1990 vom Bundesministerium für Wirtschaft und Technologie (BMWi) gestiftet und 1991 zum ersten Mal vergeben. Mit dem Deutschen Musikinstrumentenpreis werden besonders gute Produkte aus der industriellen und handwerklichen Fertigung ausgezeichnet. Er soll die Bedeutung der deutschen Musikinstrumentenbaukunst für die Musikinstrumentenbranche und die Wirtschaft im Allgemeinen unterstreichen.
Der Preis wird als Urkunde und Medaille überreicht.

## Auswahlverfahren
Die eingereichten Instrumente durchlaufen ein dreistufiges Auswahlverfahren am Institut für Musikinstrumentenbau (IfM) in Zwota (Sachsen):
- Messung der akustischen Eigenschaften
- Spielen und Bewertung der Instrumente durch fünf Musiker
- Begutachtung der handwerklichen Verarbeitung durch einen Sachverständigen

Die Ergebnisse des Beurteilungsverfahrens sind Grundlage für das Votum des Preisrichterausschusses und die Entscheidung des Kuratoriums. Dem Kuratorium gehören das Bundesministerium für Wirtschaft und Energie, der Deutsche Musikrat, die Messe Frankfurt GmbH, der Bundesverband der Deutschen Musikinstrumenten-Hersteller und der Bundesinnungsverband für das Musikinstrumenten-Handwerk an. An den Sitzungen des Kuratoriums nehmen außerdem mit Stimmrecht je eine Vertreterin/ein Vertreter des Projektdurchführers und des Musikinstrumenten-Museums, Berlin, teil.
Der Wettbewerb wird jährlich in zwei wechselnden Kategorien ausgeschrieben. Der Deutsche Musikinstrumentenpreis ist ein Ehrenpreis. Den Herstellern der prämierten Instrumente wird in einer Feierstunde eine Urkunde überreicht und die Instrumente werden in besonderer Weise auf der Musikmesse präsentiert.

## Preisträger

### 1991
- B/F-Tenorposaune Modell 139 GF, Firma Kühnl & Hoyer GmbH, Markt Erlbach (Bayern)
- B/F-Tenorposaune Modell 55 00670 16000, Firma Miraphone e.G., Waldkraiburg (Bayern)
- B/F-Tenorposaune Modell Nr. 9e, Hans Schneider, c/o Ursula Amrein, Lübeck (Schleswig-Holstein)
- Konzertgitarre „aus Riegelahorn mit Fichtendecke“, Thomas Reg’n, Köln (Nordrhein-Westfalen)
- Konzertgitarre Modell „Musikstudent MS I“ Firma Karl Höfner GmbH & Co, Bubenreuth (Bayern)
- Konzertgitarre Nr. 100 Mod. „La Portentosa“ 3000/53, Gitarrenatelier Dieter Hopf, Taunusstein (Hessen)

### 1992
- Violine Modell Nr. 63/VII-R, Ernst Heinrich Roth, Bubenreuth (Bayern)
- B-Klarinette Solistenmodell, Mod. Nr. 14, Rolf Meinel, Wernitzgrün (Sachsen)

### 1993
- B-Trompete „Sella G“, Firma Kühnl & Hoyer GmbH, Markt Erlbach (Bayern)
- Zither Nr. 188, „Diskantzither in Psalterform“, Ernst Volkmann, Ingolstadt (Bayern)
- Zither Mod. „Max Amberger Sternzither“, Hermann Hauser III., Reisbach / Vils (Bayern)

### 1994
- Cembalo Mod. 2.15, flämisch nach Andreas Ruckers, Firma Sassmann GmbH, Hückeswagen (Nordrhein-Westfalen)
- Fagott Prof.-Modell Nr. 73292, versilbert, Firma Rudolf Walter & Co, Ludwigsburg (Baden-Württemberg)

### 1995
- Cello Violoncello „Bergfeuer“, Rainer W. Leonhardt, Geigenbau Leonhardt GmbH, Mittenwald (Bayern)
- Horn F/B-Doppelhorn Mod. 503A, Firma Gebr. Alexander GmbH, Mainz (Rheinland-Pfalz)

### 1996
- Westerngitarre Steelstringgitarre S 1, Firma Albert & Müller, Aarbergen (Hessen)
- Altblockflöte nach Jacob Denner, Nürnberg, ca. 1710, Stephan Blezinger, Eisenach (Thüringen)

### 1997
- Bratsche nach Jacob Denner, Nürnberg, ca. 1710, Klaus Deimer, Möhrendorf (Bayern)
- Flügelhorn Perinet-Flügelhorn Modell 152 in Goldmessing, Klaus Martens, Schrozberg (Baden-Württemberg)

### 1998
- Konzertgitarre Modell Cl 2, Firma Albert & Müller, Aarbergen (Hessen)
- Kontrabasstuba 5/4-B-Tuba Modell „Bayreuth“, Firma Rudolf Meinl, Diespeck (Bayern)
- Kontrabasstuba B-Tuba Modell 87A in Goldmessing, Firma Miraphone eG, Waldkraiburg (Bayern)

### 1999
- Sopranblockflöte Mod. „Denner“ in Birnbaum Nr. 5107, Firma Conrad Mollenhauer GmbH, Fulda (Hessen)
- Kontrabass Firma Horst Grünert, Penzberg (Bayern)
- Kontrabass Modell 6 „Bavaria“, Firma Anton Holzlechner, Neumarkt-Sankt Veit (Bayern)
- Kontrabass 5-saitiger Kontrabass Mod. „Alfred Meyer“, Firma Alfred Meyer, Inh. Günter Focke, Markneukirchen (Sachsen)
- Kontrabass Pöllmann-Modell „Busseto“, Firma E. M. Pöllmann, Mittenwald (Bayern)

### 2000
- Bariton Bariton Mod. 79 / 4 G, Firma Kühnl & Hoyer, Markt Erlbach (Bayern)
- B-Klarinette Solistenausführung mit tief E+F-Mechanik, Rolf Meinel, Wernitzgrün (Sachsen)

### 2001
- Violine (4/4) Modell Antonio Stradivari, Firma Jörg Meyer, Ehrenfriedersdorf (Sachsen)
- Tenorposaune mit Quartventil Quartposaune CL 139, Firma Hans Kromat, Wilstedt (Niedersachsen)
- Tenorposaune mit Quartventil B/F-Tenorposaune „Bolero F/L“, Firma Kühnl & Hoyer, Markt Erlbach (Bayern)
- Tenorposaune mit Quartventil Quart-Posaune „Standard“ S 1, Firma Jürgen Voigt, Markneukirchen (Sachsen)

### 2002
- Zither Diskant-Zither in Psalterform Modell Solist, Firma Ulrike Meinel, Markneukirchen (Sachsen)
- Fagott Fagott Heckel Modell CREST, Firma Wilhelm Heckel GmbH, Wiesbaden (Hessen)
- Fagott Fagott Walter Solisten-Modell, Firma Rudolf Walter & Co. GmbH, Pleidelsheim (Baden-Württemberg)

### 2003
- Trompete hoch b Trompete hoch b/a, Firma Bernhard Willenberg, Markneukirchen (Sachsen)
- Westerngitarre Steelstringgitarre Modell S6, Firma Albert & Müller, Aarbergen (Hessen)

### 2004
- Cello Modell Stradivari Baiersdorf, Firma Anton Stöhr GmbH, Igelsdorf
- Cello Meistercello Nr. 444, Modell Ruggeri, Heinrich Gill GmbH, Bubenreuth (Bayern)
- Oboe Oboe „Ludwig Frank“ Berlin, Modell 211, Ludwig Frank & Frank Meyer GbR, Berlin

### 2005
- Mandoline Solistenmandoline „La Gioiosa“, Firma Klaus Knorr, Erlbach (Sachsen)
- F/B – Doppelhorn, F/B – Doppelhorn Modell 503, Firma Gebr. Alexander GmbH, Mainz (Rheinland-Pfalz)

### 2006
- Bratsche Viola Modell Gofrilla, Firma Georg Gerl, Bichl (Bayern)
- Bratsche Viola asymmetrisch Modell aK, Firma Gerhard Klier, Neunkirchen a.Brand (Bayern)
- Querflöte Boehmflöte Silber mit h-Fuß, Firma Bernhard Hammig, Lahr (Baden-Württemberg)

### 2007
- Kontrabass Boehmflöte Silber mit h-Fuß, Firma Pöllmann - Krahmer, Mittenwald (Bayern)
- Bassposaune B/F/D Bassposaune „Orchestra bass“, Firma Kühnl & Hoyer, Markt Erlbach (Bayern)

### 2008
- Konzertgitarre, Gitarrenbau Sascha Nowak, Freiburg (Baden-Württemberg)
- Konzertgitarre, Zupfinstrumentenbaumeister Urs Langenbacher, Füssen (Bayern)
- Bassklarinette Modell 510, Gebrüder Mönnig, Oscar Adler & Co., Markneukirchen (Sachsen)

### 2009
- 4/4 Violine, Geigenbaumeisterin Nele Jülch, München (Bayern)
- 4/4 Violine, Ernst Heinrich Roth KG, Bubenreuth (Bayern)
- F-Tuba, JA Musik, Markneukirchen (Sachsen)

### 2010
- B-Trompete Modell T053/B-L, Ricco Kühn Meisterwerkstatt für Metallblasinstrumentenbau, Oederan (Sachsen)
- Fagott Solistenmodell, Rudolf Walter & Co., Holzblasinstrumentenbau GmbH, Pleidelsheim (Baden-Württemberg)

### 2011
- Basstrompete in C Modell 200, Hermann Schmidt Metallblasinstrumente, Markneukirchen (Sachsen)
- Basstrompete in C, Joseph Gopp Meisterinstrumente, Karlstadt-Wiesenfeld
- Archtop-Gitarre A 17 SN, Kolani – Gitarren Rainer Kolanowski, Halle/Saale (Sachsen-Anhalt)
- Archtop-Gitarre FS-2, Launhardt Gitarren Thomas Launhardt, Ehringshausen (Hessen)

### 2012
- Renaissancelaute nach Venere, Padua 16. Jahrhundert, Dieter Schossig, Historische Musikinstrumente, Großmehring (Bayern)
- Renaissancelaute „Venere 8c“, Andreas von Holst, München (Bayern)
- Renaissancelaute, „Modell MD 600 S“, Günter Mark, Bad Rodach (Bayern)
- Violoncello nach Stradivari um 1700, Robert König, Markneukirchen, Halle/Saale (Sachsen)
- Cello Modell Stradivari B-PA, Meisterwerkstätte für Geigenbau Georg Gerl, Bichl (Bayern)
- Meister-Cello T.S., Modell Stradivari, Geigenbaumeister Thomas Stöhr, Igelsdorf (Bayern)

### 2013
- B-Tenorhorn Modell 146 GL, Gebr. Alexander, Mainz (Rheinland-Pfalz)
- Es-Klarinette, Schwenk und Seggelke, Bamberg (Bayern)

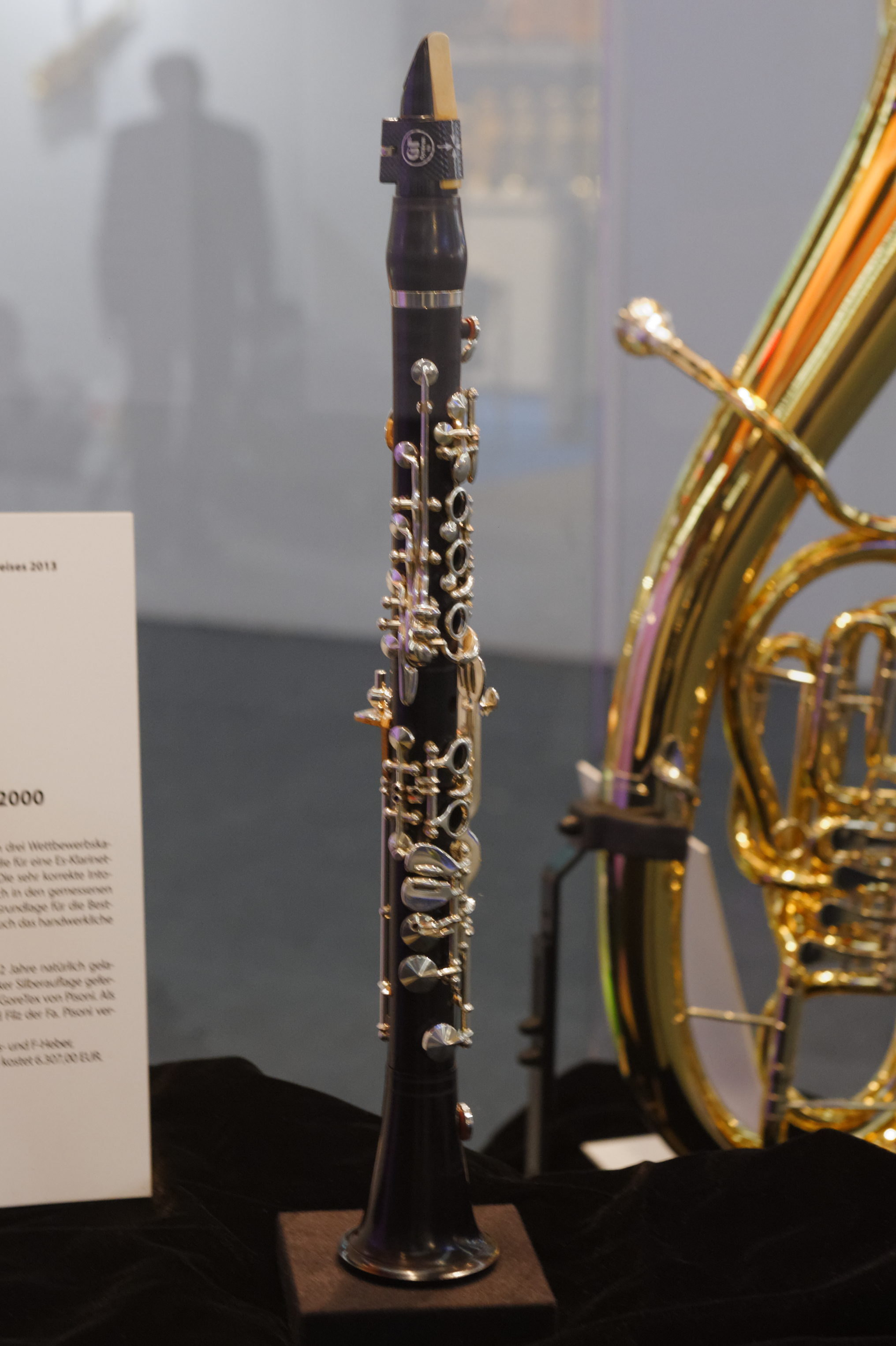
Es-Klarinette Modell 2000 von Schwenk und Seggelke, Bamberg
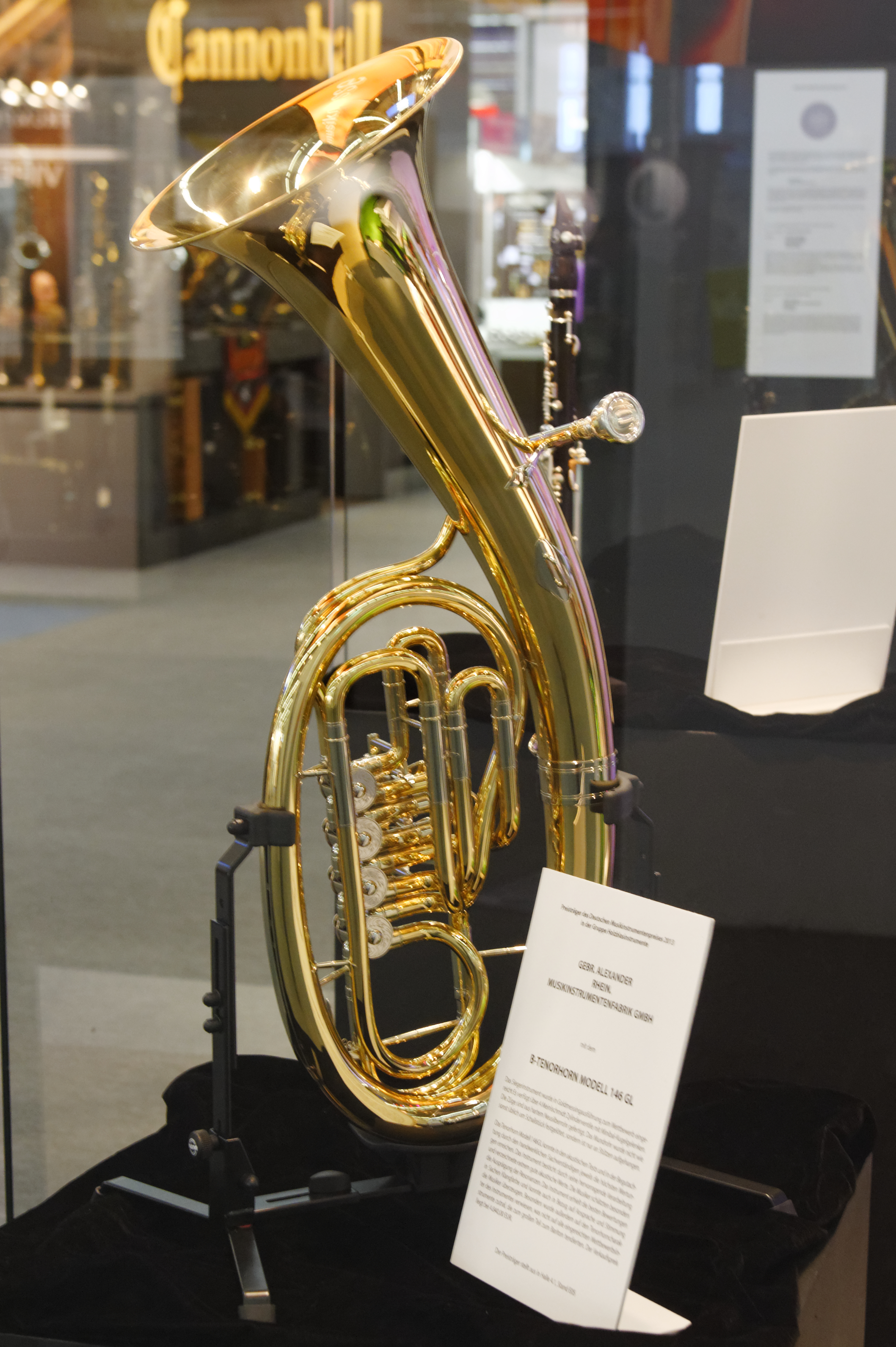
B-Tenorhorn Modell 145 GL der Gebr. Alexander, Mainz

### 2014
- E-Gitarre Embrace Classic Nr. 13142 der Fa. Frank Hartung Guitars, Langewiesen (Thüringen)
- Tenorposaune Modell Bart van Lier 512 – Profiklasse der Fa. Kühnl & Hoyer Musikinstrumentenfabrik GmbH, Markt Erlbach (Bayern)

### 2015
- B-Trompete (Zylinderventil) Modell T 053/B-L „Professional“ von Ricco Kühn Meisterwerkstatt für Metallblasinstrumentenbau, Oederan (Sachsen)
- 4/4 Violine, Carbonvioline „Design Line“ von mezzo-forte Streichinstrumente, Inh.: Jörg Kleinalstede, Werther (Nordrhein-Westfalen)[2]
- 4/4 Violine Guarneri von Andreas Haensel, Atelier für Streichinstrumente, Kleinsendelbach (Bayern)[3][4]

### 2016
- B-Klarinette, deutsches System, von Harald Hüyng Meisterwerkstatt für Holzblasinstrumente, Düsseldorf
- B-Klarinette, deutsches System, von Leitner & Kraus GmbH Meisterwerkstätte für Klarinetten, Neustadt an der Aisch (Bayern)
- Konzertgitarre von Adrian Heinzelmann Gitarrenbau, Berlin[5]

### 2017
- Flügelhorn in b, Mod. "Horaffia-AX", von Klaus Martens Meisterwerkstatt für Blasinstrumente, Schrozberg
- Bassgitarre Consat Custom, von Marleaux BassGuitars, Clausthal-Zellerfeld
- E-Bass Pulse 4, von Le Fay Reiner und Meik Dobbratz GbR, Kiebitzreihe

### 2018
- Wappenbratsche, Streichinstrumentenbau Steffen Friedel, Dresden
- Oboe Modell 155 AM, Gebr. Mönnig Holzblasinstrumente GmbH, Markneukirchen[6]

### 2019
- Stahlsaitengitarre, David Jünger Gitarrenbau, Mossautal
- B-Trompete MBX Heritage, Buffet Crampon Deutschland GmbH, Markneukirchen[7]
- B-Trompete Topline G, Kühnl & Hoyer Musikinstrumentenfabrik GmbH, Markt Erlbach[6]

### 2020
- Pöllmann Contrabass - Modell Imperator, Pöllmann-Krahmer Contrabassbau, Mittenwald
- A-Klarinette Studentenmodell, Dietz Klarinettenbau GmbH & Co. KG, Neustadt/Aisch[8]